# Oecetis prolixa
Oecetis prolixa là một loài Trichoptera trong họ Leptoceridae. Chúng phân bố ở miền Cổ bắc.